# Tom McGill
Thomas Peter Wayne „Tom” McGill (ur. 25 marca 2000 w Belleville) – kanadyjski piłkarz pochodzenia angielskiego występujący na pozycji bramkarza, od 2025 roku zawodnik angielskiego Brighton & Hove Albion.
Jego ojciec pochodzi z Kanady, zaś matka z Anglii. Urodził się w Kanadzie, jednak od czwartego roku życia wychowywał się w Anglii.